# دبیرخانه بخش هانگورانکتا
دبیرخانه بخش هانگورانکتا (به لاتین: Hanguranketha Divisional Secretariat) یک منطقهٔ مسکونی در سری‌لانکا است که در ناحیه نووارا الییا واقع شده‌است.